# Окунев, Юрий Михайлович
Ю́рий Миха́йлович О́кунев (28 мая 1943 года, разъезд Аккум Яны-Курганского района Кзыл-Ордынской области Казахской ССР) — советский и российский учёный-механик.

## Биография
Родился во время Великой Отечественной войны в санитарном поезде, родители были военными врачами.
Среднюю школу окончил в г. Ставрополь с золотой медалью. Окончил механико-математический факультет МГУ по специальности «механика» (1965), аспирантуру там же (1968). С 1964 года работает в НИИ механики МГУ. Ученик М. З. Литвина-Седого.
Кандидат физико-математических наук (1971), старший научный сотрудник (1983), с 1987 года — заведующий лабораторией навигации и управления НИИ механики МГУ, секретарь парткома Института (1985—1990), с 1990 года — заместитель директора, с декабря 2000 года — и. о. директора, в 2001 году трудовым коллективом избран директором НИИ механики МГУ.

## Научная деятельность
Ю. М. Окунев работает в области небесной механики, динамики управляемого и неуправляемого полёта воздушно-космических аппаратов; занимается математическим моделированием динамики тела при взаимодействии со средой, в частности — моделированием спуска воздушно-космических аппаратов в атмосфере, задачами внешней баллистики тел с высоким аэродинамическим качеством. Принимал участие в математическом моделировании задач навигации и управления воздушно-космическим аппаратом «Буран» при его спуске в атмосфере.
Достижением Ю. М. Окунева в области небесной механики является разработка полной классификации возможных плоских движений спутника типа удлинённой гантели в поле сил притягивающего центра с приложениями к анализу движений большеразмерных космических объектов. Им также разработаны математические модели с приложениями при создании аэро-космических динамических стендов-тренажёров.
В 2001 году избран в состав Российского национального комитета по теоретической и прикладной механике. Является действительным членом Академии навигации и управления движением (2004) и Российской академии естественных наук (2009).
Ю. М. Окунев является автором (в том числе в соавторстве) около 100 научных работ. Зарегистрировано внедрение девяти его научных разработок. Подготовил трёх кандидатов наук.

## Награды
- медаль «В память 850-летия Москвы» (1997),
- медаль Ордена «За заслуги перед Отечеством» II степени (2000)[1].
- медаль Ордена «За заслуги перед Отечеством» I степени (2005)[2].
- лауреат Государственной премии СССР за создание специальных систем моделирования посадки ВКС «Буран» и динамической имитации акселерационных ощущений (1989, в соавт. с В. А. Садовничим, В. В. Александровым, В. И. Борзовым, В. Ф. Быковским и др.,)[3]
- лауреат премии имени М. В. Ломоносова II степени (1994).
- лауреат премии им. проф. Н. Е. Жуковского I степени за цикл работ «Аэродинамика и баллистика оптимальных пространственных тел при сверх- и гиперзвуковых скоростях полета» (2006, совм. с Г. Г. Чёрным, М. А. Зубиным и Н. А. Остапенко).
- медали имени Г. Е Лозино-Лозинского, А. Д. Надирадзе, Г. А. Тюлина, Ю. А. Гагарина, С. П. Королёва, М. В. Келдыша, К. Э. Циолковского (1987—2014) Федерации космонавтики СССР.
- Заслуженный научный сотрудник МГУ (2011).